# Lista de programas do canal Biggs
Esta é uma lista de programas exibidos pelo canal Biggs.

## Programação atual
- As Enfermeiras (também no Casa e Cozinha)
- Diários do Vampiro (anteriormente na RTP1 e no AXN Black e também no HBO Max, no Amazon Prime Video e na Apple TV+)
- El Barco (anteriormente na SIC Radical como O Barco)
- El Internado (anteriormente na SIC Radical como O Colégio da Lagoa Negra)
- Gossip Girl (anteriormente na Sony Entertainment Television e também na Netflix)
- I Am Jazz
- Massa Fresca (anteriormente na TVI e na TVI Ficção)
- Morangos com Açúcar (2023) (anteriormente na TVI e também na Amazon Prime Video)
- Morangos Com Açúcar (2ª temporada) (anteriormente na TVI e também na TVI Ficção)
- Morangos com Açúcar (3.ª temporada) (anteriormente na TVI e também na +TVI e na TVI Ficção)
- One More Chance[1]
- Pretty Little Liars (anteriormente no AXN White como Pequenas Mentirosas e também no HBO Max, no Amazon Prime Video e na Apple TV+)
- The 100 (também na Amazon Prime Video)
- The Originals (anteriormente na RTP1 como The Originals - Diários do Vampiro e no AXN Black como Os Originais e também no HBO Max)
- Riverdale (também na Netflix)

### Miniséries já transmitidas
- Bernard (agora no Panda Kids)
- Monk (anteriormente na SIC K)
- Piggy Tales
- Those Scurvy Rascals (anteriormente no Nickelodeon)

### Séries já transmitidas
- Acampamento Lakebottom (também na RTP2 como Campo Lakebottom)
- Ace, o Super-Espião[2]
- Ace Ventura
- Agentes Secretos
- Air Gear (também no Canal Panda e no Animax)
- Alergia Monstra (também na RTP2)
- Angry Birds Toons (também na SIC e agora no Panda Kids)
- Atomicron
- Apanhar a Onda[3]
- As Aventuras de Rocky e Bullwinkle[4] (também no Panda Kids)
- A Família Pirata (anteriormente na RTP2 como A Família dos Piratas)
- A Família Stevens (anteriormente no Disney Channel e também no KidsCo como Mano a Mana)
- As Histórias Épicas do Capitão Cuecas (também na Netflix e no Panda Kids)
- A Ilha dos Desafios (também no Cartoon Network e na RTP2)
- A Ilha dos Desafios (2ª temporada) (também no Cartoon Network e na RTP2 como Drama Total em Ação)
- Ilha dos Desafios: Volta ao Mundo (também no Cartoon Network e na RTP2 como Drama Total - À Volta do Mundo)
- As Investigações do Detective Moon
- A Liga dos Super Vilões (anteriormente no Nickelodeon)
- As Aventuras de Ian (anteriormente na RTP2 como Vida de João e no Canal Panda)
- As Aventuras do Gato das Botas (também na Netflix e agora na SIC K)
- As Tartarugas Ninja (anteriormente na Canal 1, SIC e Canal Panda)
- Athena[5] (anteriormente na RTP2)
- Backstage (anteriormente no Disney Channel e também na Netflix)
- Bakugan: Armored Alliance[6] (também no Panda Kids)
- Bakugan Battle Brawlers (anteriormente na TVI)
- Bakugan: Battle Planet[7] (anteriormente no Cartoon Network)
- Bakugan Gundalian Invaders
- Bakugan Mechtanium Surge[8]
- Bakugan Nova Vestróia
- Banana Cabana (também na RTP2 como Animais Quase Despidos)
- Basketeers (2ª temporada)[9] (anteriormente no Canal Panda como Basquete com Tony Parker e também na SIC K como Os Rookies do Cesto)
- Batman (anteriormente na RTP2)
- Batman do Futuro (anteriormente na RTP2)
- Batman: Os Valentes e Audazes (anteriormente na RTP2)
- Baxter[10]
- B-Daman Crossfire
- B-Daman Fireblast
- Best Ed[11]
- Beyblade (anteriormente na TVI e no Canal Panda)
- Beyblade Burst
- Beyblade Burst Evolution
- Beyblade Burst Rise (também no Panda Kids e no Panda+)
- Beyblade Burst Turbo
- Beyblade G-Revolution (anteriormente na TVI e no Canal Panda)
- Beyblade Metal Fury
- Beyblade Metal Fusion
- Beyblade Metal Masters
- Beyblade Shogun Steel
- Beyblade V-Force (anteriormente na TVI e no Canal Panda)
- Beyraiderz[12]
- Beywheelz[13]
- Blue Dragon
- Caçadores de Trolls: Contos da Arcadia (também na Netflix e na SIC K)
- Captain Tsubasa (2018)
- Capitão Bíceps[14] (também na RTP2)
- Carl Ao Quadrado (anteriormente no 2: como Carlos Clone)
- Chaotic (anteriormente na SIC e na SIC K)
- Chica Vampiro (também na Netflix)
- Classe de Titãs (anteriormente no Canal Panda)
- Clay Kids (também na RTP2)
- Club 57
- Code Lyoko Evolution (também no Canal Panda)
- Code Lyoko (também no Canal Panda)
- Completamente Selvagens
- Connor, Agente Secreto
- Contos de Arrepiar
- Corrector Yui (anteriormente no AXN e no Animax)
- Cubix[15] (anteriormente na SIC e também no Canal Panda)
- Dalila e Júlio
- Dance Academy (anteriormente no Disney Channel e também na RTP2 como Academia de Dança)
- Danger Mouse (agora na RTP2)
- Demon Slayer (também na Netflix e na Amazon Prime Video)
- Desordem na Escola[16]
- Dezasseis (anteriormente na RTP2)
- Digimon Fronteira (anteriormente na SIC e também no Canal Panda)
- Digimon Fusion (também na SIC K e na SIC)
- Digimon Tamers (anteriormente na SIC e no Canal Panda)
- Digimon Universe: App Monsters
- Dinossaur King (anteriormente na TVI e também no Canal Panda)
- Dinotrux (também na Netflix)
- Doraemon (1979) (também no Cartoon Network e Boomerang e anteriormente na RTP1, RTP2 e Canal Panda)
- Doraemon (2005) (também no Cartoon Network, Boomerang e no Cartoonito e agora no Panda Kids)
- Doremi (3.ª temporada) (também no Canal Panda)
- Dragões: Em Busca do Desconhecido (anteriormente na SIC, no Cartoon Network, também na Netflix e agora no Panda Kids)
- Dragon Ball Super (anteriormente na SIC, SIC K e SIC Radical e agora no Panda Kids)
- Dream Defenders[17]
- eBand[18]
- Edgar & Ellen
- Egyxos
- Escola Super Zap (anteriormente na RTP2)
- Espiar em Família
- Eu Sou Franky
- Falcões Relâmpago (anteriormente no Canal Panda)
- Fangbone[19] (também na Netflix)
- Fergus McPhail[20]
- Fish e Chips
- Formula X[21]
- Fort Boyard
- Football Dream
- Franky Snow (também na RTP2)
- Futz[22]
- Gamekeepers[23]
- Garfield (anteriormente no Canal 1, na RTP2/2: e no Canal Panda)
- Gawayn (2.ª temporada) (também na RTP2)
- Gilmore Girls (anteriormente na SIC e na SIC Mulher como Tal Mãe, Tal Filha e também na Netflix, no Amazon Prime Video e na Apple TV+)
- Génios Por Acaso
- Greenhouse Academy[24] (também na Netflix)
- G-Fighters[25]
- G.I. Joe: Renegades
- Go! Vive à Tua Maneira (também na Netflix)
- H2O As Sereias (anteriormente na SIC, Nickelodeon e Disney Channel como H2O)
- Hairy Scary
- Hard Out
- Herói 108 (também na RTP2)
- Holly Hobbie
- Home: As Aventuras de Tip e Oh[26] (também na RTP2 como Casa e no Panda Kids)
- Homens de Negro (anteriormente na TVI)
- Hubert e Takako (também no Panda Kids e no Panda+)
- Huntik (também no Canal Panda)
- Inazuma Eleven Ares (também no Panda Kids e no Panda+)
- Inazuma Eleven
- Inazuma Eleven Go Chrono Stone
- Inazuma Eleven Go Galaxy
- Inazuma Eleven Go
- InuYasha (anteriormente no AXN e no Animax)
- Iron Man - O Homem de Ferro (anteriormente na SIC K)
- Isso é Tão Esquisito
- Jamie, o Príncipe do Planeta Blarb
- Jonathan Test (também no Cartoon Network e na Netflix)
- Jornadas Pokémon: A Série (também no Panda Kids)
- Kaeloo[27]
- Kally's Mashup
- Kamen Rider Dragon Knight
- Kiteretsu: O Primo mais Esperto de Nobita (anteriormente no Canal Panda)
- Kochikame (anteriormente no Canal Panda, AXN e Animax)
- Kong: O Rei dos Macacos (também na Netflix e agora na SIC K)
- Kyle XY (anteriormente no MOV)
- Lanfeust de Troy
- Lego City[28]
- Liga da Justiça Sem Limites
- Lockie Leonard
- Lost & Found[29]
- Maggie & Bianca: Fashion Friends (também na Netflix)
- Magi-Nation
- Marta & Eva[30]
- Martin Mystery
- Max Steel
- Mermaid Melody (2.ª temporada) (também no Canal Panda)
- Mix Masters: Final Force
- Morangos com Açúcar (1.ª temporada) (anteriormente na TVI e também na TVI Ficção)
- Morangos Com Açúcar (2.ª temporada de verão) (anteriormente na TVI e também na TVI Ficção)
- Morangos com Açúcar (3.ª temporada de verão) (anteriormente na TVI e também na +TVI e na TVI Ficção)
- Morangos com Açúcar (4ª temporada) (anteriormente na TVI e também na +TVI e agora na TVI Ficção)
- Morangos com Açúcar (4ª temporada de verão) (anteriormente na TVI e também na +TVI)
- Morangos com Açúcar (5ª temporada) (anteriormente na TVI e na +TVI e Também na TVI Ficção)
- Morangos com Açúcar (5ª temporada de verão) (anteriormente na TVI e na +TVI e também na TVI Ficção)
- Morangos com Açúcar (6ª temporada) (anteriormente na TVI e na +TVI e também na TVI Ficção)
- Morangos com Açúcar (6ª temporada de verão) (anteriormente na TVI e na +TVI e tambem na TVI Ficção)
- Morangos com Açúcar (7ª temporada) (anteriormente na TVI e na +TVI e também na TVI Ficção
- Morangos com Açúcar (7 Temporada de verão) (anteriormente na TVI E +TVI e também na TVI Ficção)
- Morangos com Açúcar (8.ª temporada) (anteriormente na TVI e na +TVI e também na TVI Ficção)
- Morangos com Açúcar (8ª temporada de verão) (anteriormente na TVI e na +TVI e também na TVI Ficção)
- Morangos com Açúcar (9ª temporada) (anteriormente na TVI e na +TVI e também na TVI Ficção)
- Morangos com Açúcar (9ª temporada de verão) (anteriormente na TVI e na +TVI)
- Monster Hunter Stories[31]
- Monstros Rancher (anteriormente na RTP1, na RTP2, na SIC e no Canal Panda)
- My Hero Academia (também na Netflix)
- O Amanhecer dos Croods (também na RTP2 e Netflix)
- O Regresso das Múmias (anteriormente na RTP1 como As Múmias do Bem e também no KidsCo)
- Mutant Busters[32]
- Mr. Peabody e Sherman (também na Netflix)
- My Life Me
- Nariz de Ferro
- Nas Profundezas[33]
- Negócio de Família[34]
- O Futuro é Fantástico (anteriormente na RTP2)
- O Homem-Aranha (também na TVI)
- O Incrível Homem-Aranha (anteriormente na TVI e no Nickelodeon)
- O Jovem Drácula
- Os Guardiões da Floresta Mushiking (também na RTP2)
- Os Mistérios de Blake Holsey
- O Mundo de Patty (também na SIC)
- O Mundo de Quest
- One Piece (anteriormente na SIC e na SIC Radical)
- O Oásis do Óscar (também na RTP2)
- O Pai Espião
- O Quarteto Fantástico (anteriormente no Canal Panda)
- O Que Há de Novo, Scooby-Doo? (também no Boomerang)
- Os Ases do Skate (também na RTP2 como Wild Grinders)
- One Tree Hill (anteriormente na Sony Entertainment Television e também no HBO Max, no Amazon Prime Video e na Apple TV+)
- Os Caçadores de Dorks
- Os Caça-Gosmas[35] (anteriormente na SIC K)
- Os Mojicons[36]
- O Mundo das Winx[37] (também na Netflix)
- Os Pequenos Furacões[38] (agora no Panda Kids)
- Pac-Man e as Aventuras Fantasmagóricas (agora na SIC K e também na SIC e Netflix)
- Patetas do Espaço
- Peanuts (também na RTP2 e anteriormente no Canal Panda)
- Pet Alien, Amigos do Outro Mundo (também na RTP2)
- Pinguim Chanfrado
- Pirate Express - Os Rebeldes do Mar[39]
- Pokémon, A Série Sol e Lua (também na Netflix)
- Pokémon, A Série Sol e Lua: Ultra-Aventuras (também na Netflix)
- Pokémon, A Série Sol e Lua: Ultralendas (também na Netflix e no Panda Kids)
- Pokémon A Série XY: Desafio em Kalos
- Pokémon A Série XY: Uma Nova Mega-Aventura
- Pokémon DP: Combates Galácticos[40]
- Pokémon Diamond & Pearl (anteriormente na SIC)
- Pokémon DP Vencedores da Liga Sinnoh
- Pokémon Preto e Branco: Aventuras em Unova
- Pokémon: Preto e Branco: Aventuras em Unova e Mais Além
- Pokémon Preto e Branco: Destinos Rivais[41]
- Pokémon Preto e Branco
- Pokémon A Série XY: Desafio em Kalos
- Pokémon A Série XYZ
- Prank Patrol[42]
- Presidente e Adolescente[43]
- Projecto Clonagem
- Raparigas vs Rapazes (anteriormente no 2: como Coisas de Miúdas e Miúdos)
- Ratz
- Redakai: Conquistar o Kairu
- Naturally, Sadie (também conhecido por Sadie)
- Sailor Moon Crystal
- Saint Seiya Omega (anteriormente na SIC K)
- Sakura, a Caçadora de Cartas (anteriormente na RTP1, na RTP2 e no Canal Panda e também na Netflix)
- Samson e Neon
- Sargento Keroro[44] (anteriormente no Canal Panda)
- Ser Animal[45]
- SheZow (também na SIC K)
- Shin-chan (anteriormente na SIC e no Animax e também no Fox Comedy)
- Silvestre e Tweety Ao Seu Dispor (anteriormente na RTP1)
- Skunk Fu!
- Sky[46]
- Slugterra
- Spider Riders
- Sr. Bebé
- Sonic X (anteriormente na SIC)
- Sorriso Metálico (anteriormente no 2: e no Canal Panda)
- Starla e as Jóias Encantadas (anteriormente na SIC e no Canal Panda)
- Stella (também na SIC)
- Super Duper Sumos[47]
- Taking the Next Step
- Talking Tom and Friends (também na Netflix)
- Tartarugas Ninja (também na SIC)
- Tarzan e Jane[48] (também na Netflix)
- Teen Wolf (anteriormente no MOV e agora no AMC, no TVCine Emotion e na Netflix)
- Teen Titans (também na RTP2)
- Tenkai Knights
- The Looney Tunes Show (anteriormente na RTP2 e também no Boomerang)
- The Next Step (6ª, 7ª e 8ª temporadas) (anteriormente no Disney Channel)
- Theodosia[49]
- Thunderbirds Are Go[50]
- Thundercats
- Titeuf (anteriormente na SIC K e no 2: como O Tufão e também na RTP2)
- Transformers Animated (anteriormente na TVI e no Canal Panda)
- Transformers Prime Beast Hunters
- Transformers: Prime
- Transformers Rescue Bots (anteriormente na SIC K e no JimJam e agora no Panda Kids)
- Transformers: Robots in Disguise
- Tsubasa Reservoir Chronicles (anteriormente no Animax)
- Turbo FAST[51]
- Universitários
- Viajantes do Tempo
- Viewtiful Joe[52]
- Voltron
- Wacky World
- Winston e Dudley[53]
- Wolverine & X-Men (também na SIC K)
- Yvon de Yukon[54] (anteriormente no Canal Panda como Yvon à Conquista do Ártico)
- Zombie Hotel (anteriormente na RTP2)

### Filmes
- A Lenda de Ning[15]
- A Navegante da Lua R o Filme: A Promessa de uma Rosa
- Corto Maltese na Sibéria[15] (também na RTP2)
- Dragon Ball: A Bela Adormecida do Castelo Amaldiçoado (também no Panda Kids)
- Dragon Ball: A Lenda de Shenrong (também no Panda Kids)
- Dragon Ball: Uma Aventura Mística (também no Panda Kids)
- Dragon Ball Super: Broly (anteriormente na TVCine 4)
- Dragon Ball Z: A Ressurreição de F
- Dragon Ball Z: Battle of Gods
- Dragon Ball Z: Dead Zone (também no Panda Kids)
- El Cid: A Lenda
- Eu, Tu e o Emplastro (também no Cinemundo e no Fox Movies)
- Harry Potter e o Cálice de Fogo (também no Canal Hollywood, no Cartoon Network e na HBO)
- Harry Potter e a Câmara dos Segredos (também no Canal Hollywood, no Cartoon Network e na HBO)
- Harry Potter e a Ordem da Fénix (também no Canal Hollywood, no Cartoon Network e na HBO)
- Harry Potter e a Pedra Filosofal (também no Canal Hollywood, no Cartoon Network e na HBO)
- Harry Potter e o Príncipe Misterioso (também no Canal Hollywood, no Cartoon Network e na HBO)
- Harry Potter e o Prisioneiro de Azkaban (também no Canal Hollywood, no Cartoon Network e na HBO)
- Harry Potter e os Talismãs da Morte: Parte 1 (também no Canal Hollywood, na SIC K e na HBO)
- Harry Potter e os Talismãs da Morte: Parte 2 (também no Canal Hollywood, na SIC K e na HBO)
- Macacos no Espaço
- Madagáscar (também no Canal Panda)
- My Hero Academia: 2 Heróis[55]
- My Hero Academia: Missão Mundial de Heróis[56]
- Beyblade Metal Fight, o Filme[57]
- Monster High: 13 Monster Desejos[58]
- Monster High: A Cidade Do Susto[59]
- Monster High: A Fuga da Ilha da Caveira[60]
- Monster High: Festa de Arrepiar[61]
- Monster High: Freaky Fusion[62]
- Monster High: Monstros, Câmara, Ação![63]
- Morangos com Açúcar - O Filme (anteriormente na TVI e também na TVI Player e na Netflix)
- Novos Vingadores: Heróis do Amanhã[64]
- O Amor e a Vida Real (também no Canal Hollywood)
- Odisseia Billabong[65]
- O Enigma do Portal
- One Piece: Especial Merry[66]
- One Piece: Especial Nami[67]
- One Piece: Especial Luffy[68]
- O Panda do Kung Fu
- O Porquinho Voador
- Os Crânios.com
- Planeta Hulk
- Pokémon: Alma Gémea (anteriormente na SIC K)
- Pokémon: A Ascensão do Darkrai
- Pokémon: Giratina e o Guerreiro Celeste
- Pokémon: Arceus e a Joia da Vida
- Pokémon: Zoroark: Mestre de Ilusões
- Pokémon o Filme: Escolho-te a Ti! (também na Netflix)
- Pokémon, o Filme: O Poder de Todos (também na Netflix)
- Pokémon o Filme: Preto - Victini e Reshiram
- Pokémon o Filme: Branco - Victini e Zekrom
- Pokémon o Filme: Kyurem Contra a Espada da Justiça
- Pokémon o Filme: Genesect e a Lenda Revelada
- Pokémon o Filme: Diancie e o Casulo de Destruição (também no Panda Kids)
- Pokémon o Filme: Hoopa e o Duelo Lendário (também no Panda Kids)
- Pokémon XYZ: o Filme
- Romance Arriscado (também no Canal Hollywood, no Cinemundo, no AMC e na Netflix)
- Shrek (também no Canal Panda e no Panda Kids)
- Spy Kids 2: A Ilha dos Sonhos Perdidos
- Tartarugas Ninja: Uma Nova Aventura
- The Family Holiday
- Titeuf, o Filme
- Transformers Prime Beast Hunters: Predacons Rising
- Vingadores Supremos: Dr. Estranho[69]
- Vingadores Supremos: Homem de Ferro[69]

### Programas de produção própria
- Agenda Biggs
- Biggs Bosses[70]
- Biggs Dance[71]
- Biggs Talent[72]
- Bigg Trip
- Biggs Video[73]
- Desinfluencers[74]
- Outdoors[75]
- Geração NET
- GAG - Gargalhadas À Grande[76]
- Top Games